# Citânia de Briteiros

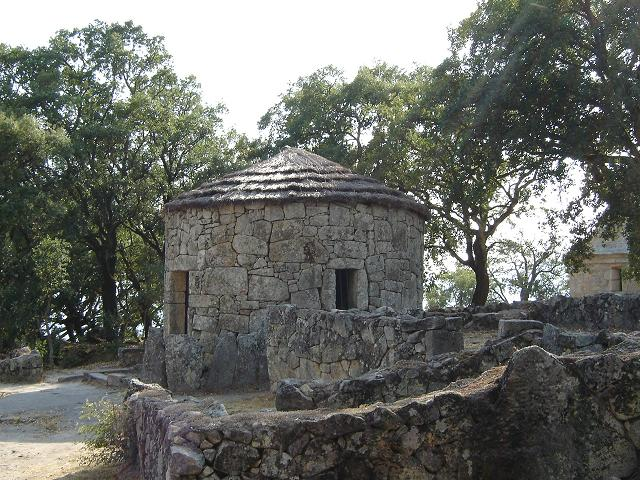
Citânia de Briteiros – zrekonstruowany budynek mieszkalny

Citânia de Briteiros – stanowisko archeologiczne w Portugalii, około 15 kilometrów na północny wschód od miasta Guimarães. 
Odkryto tam pozostałości starożytnej celtyckiej osady, wzniesionej ok. 300 roku p.n.e., gdzie aż do 20 roku n.e. stawiano opór najazdom Rzymian. Miasto zamieszkane było najprawdopodobniej także i później – aż do ok. 300 roku n.e. i w tym czasie nie uległo istotnym wpływom rzymskim. 
Teren wykopalisk obejmuje ponad 150 zabudowań, niektórych zrekonstruowanych. Większość budynków była wznoszona na planie koła, jednak istniały tam też budowle prostokątne. Prace wykopaliskowe odsłoniły system brukowanych ulic, a także ruiny murów obronnych, zbiorniki na wodę, kamienne rynsztoki, fontannę oraz pozostałości starożytnej łaźni. 